# 203
El año 203 (CCIII) fue un año común comenzado en sábado del calendario juliano, en vigor en aquella fecha.
En el Imperio romano el año fue nombrado del consulado de Plauciano y Geta o, menos comúnmente, como el 956 Ab urbe condita, siendo su denominación como 203 posterior, de la Edad Media, al establecerse el Anno Domini.

## Acontecimientos

### Imperio romano
- El emperador romano Septimio Severo reconstruye Bizancio.
- Orígenes reemplaza a Clemente como la cabeza de la escuela cristiana en Alejandría.

### Asia
- Reinado en la India de Vijaya, rey satavahana de Andhra Pradesh.
- El imperio andhra empieza a fragmentarse en principados más pequeños e independientes.

### Arte y literatura
- Se erige un arco dedicado a Severo cerca del Foro romano.
- Se reconstruye el Pórtico de Octavia.

## Nacimientos
- Noviembre: Mahavatar Babaji en Parangipettai, Tamil Nadu, India
- Probable nacimiento del emperador romano Marco Aurelio Antonino, más conocido como Heliogábalo (m. 222)

## Fallecimientos
- Perpetua y Felicidad , mártires cristianas cartaginesas.